# Штокало, Павел Лукич
Отец Павел Лукич Штокалко (15 августа 1879 — 30 сентября 1945) — украинский писатель, греко-католический священник, религиозный деятель. Отец поэта Зиновия Штокало (Бережана).

## Биография
Штокало родился 15 августа 1879 года в Войславичах, Австро-Венгрия. Окончил гимназию в городе Львове, затем теологический факультет Львовского университета (1905). В том же году рукоположен в сан священника. Нёс пастырское служение в городах Броды, Буск (оба ныне Львовская область), Львов. В 1918—1944 годах работал в сёлах Кальное (Козовский район) и Котов (Тернопольская область). Архипресвитер Козловского деканата Украинской греко-католической церкви, каноник Львовской капитулы. Павел Штокало умер 30 сентября 1945 года в Козовке, Тернопольская область.

## Творчество
Штокало — автор сборников поэзии религиозной тематики, басен, рассказов для детей, дидактических произведений небольших белетристичних форм, пьес «Вечер святого Николая», «Вифлеемский вертеп». Его художественные произведения публиковались в журналах «Молода Україна», «Наш Приятель», «Мир Ребёнка». Перевёл «Божественную комедию» Данте (3 кн.). Автор живописных произведений. Кроме того, Штокало увлекался живописью и занимался переводами.

## Труды
- «Голгофа» (1904),
- «Квіти Марії» (1906)[2],
- «Із днів Месії» (1908),
- «На струнах гуслий, або Давидові псалми» (1927),
- «Вінець святих» (1937),
- «Радуйся, Маріє».